# Nyom
Nyom est un quartier de la commune d'arrondissement de Yaoundé1er limitrophe des quartiers Messassi et Emana sur la route nationale N1, dans la communauté urbaine de Yaoundé, capitale du Cameroun.